# Mitodon wairarapa
Mitodon wairarapa är en snäckart som först beskrevs av Suter 1890.  Mitodon wairarapa ingår i släktet Mitodon och familjen Charopidae. Inga underarter finns listade i Catalogue of Life.